# An American Tail: The Computer Adventures of Fievel and His Friends
An American Tail: The Computer Adventures of Fievel and His Friends — компьютерная игра в жанре квест, разработанная компанией Manley & Associates и изданная Capstone Software в августе 1992 года. Основана на первых двух частях мультфильма. Руководство по игре включало глоссарий для определения сложных слов для молодых игроков. В 1994 году игра была выпущена с троллями и компьютеризированной книжкой-раскраской Rock-A-Doodle на компакт-диске Capstone Game Kids Collection.

## Геймплей
Игрок управляет главным героем, чтобы найти и защитить свою семью. Геймплей представляет собой упрощенный набор кликов и точек без каких-либо смертей или тупиков. Всякий раз, когда указатель мыши помещается на что-то конкретное, значок изменяется, чтобы указать, будет выполнено действие, соответствующее этому значку, например, разговор с персонажами, сбор предметов, просмотр объектов и переход в другое место. При разговоре с персонажем, игрок имеет несколько диалоговых ответов на выбор. На протяжении всей игры, игроку предлагается несколько мини-игр, позволяющих получить необходимые предметы. Проигрыш мини-игры не имеет никаких последствий, но требует от игрока повторной попытки, пока мини-игра не будет пройдена.

## Развитие
Игра использовала оцифрованные сцены из первых двух частей мультфильма. Игра была представлена на Чикагском летнем шоу электроники 1992 года.